# Eleições autárquicas de 2009 em Loures
As eleições autárquicas de 2009 serviram para eleger os diferentes membros que constituem os órgãos do poder local no concelho de Loures.
O Partido Socialista, com Carlos Teixeira a liderar o concelho desde 2001, conseguiu o melhor resultado de sempre obtido por um partido em Loures ao obter 48,16% dos votos e 6 vereadores.

## Resultados Oficiais
Os resultados para os diferentes órgãos do poder local no concelho de Loures foram os seguintes:

### Câmara Municipal
| Partido                 | Partido                        | Votos   | %               | +/-  | Vereadores | +/-     |
| ----------------------- | ------------------------------ | ------- | --------------- | ---- | ---------- | ------- |
|                         | Partido Socialista             | 43 343  | 48,16 / 100,00  | 8,86 | 6 / 11     | 1       |
|                         | Coligação Democrática Unitária | 20 667  | 22,96 / 100,00  | 6,56 | 3 / 11     | 1       |
|                         | Partido Social Democrata       | 14 456  | 16,06 / 100,00  | 0,38 | 2 / 11     | Estável |
|                         | Bloco de Esquerda              | 3 812   | 4,24 / 100,00   | 0,73 | 0 / 11     | Estável |
|                         | CDS – Partido Popular          | 3 446   | 3,83 / 100,00   | 2,20 | 0 / 11     | Estável |
|                         | PCTP/MRPP                      | 1 494   | 1,66 / 100,00   | 0,23 | 0 / 11     | Estável |
| Votos Inválidos         | Votos Inválidos                | 2 780   | 3,09 / 100,00   | 2,83 |            |         |
| Total                   | Total                          | 89 998  | 100,00 / 100,00 |      | 11 / 11    |         |
| Eleitorado/Participação | Eleitorado/Participação        | 165 964 | 54,23 / 100,00  | 1,37 |            |         |

### Assembleia Municipal
| Partido                 | Partido                        | Votos   | %               | +/-  | Deputados | +/-     |
| ----------------------- | ------------------------------ | ------- | --------------- | ---- | --------- | ------- |
|                         | Partido Socialista             | 39 928  | 44,36 / 100,00  | 6,98 | 16 / 33   | 2       |
|                         | Coligação Democrática Unitária | 21 838  | 24,26 / 100,00  | 4,28 | 9 / 33    | 2       |
|                         | Partido Social Democrata       | 14 788  | 16,43 / 100,00  | 1,59 | 6 / 33    | Estável |
|                         | Bloco de Esquerda              | 4 702   | 5,22 / 100,00   | 0,98 | 1 / 33    | 1       |
|                         | CDS – Partido Popular          | 4 071   | 4,52 / 100,00   | 2,68 | 1 / 33    | 1       |
|                         | PCTP/MRPP                      | 1 605   | 1,78 / 100,00   | 0,01 | 0 / 33    | Estável |
| Votos Inválidos         | Votos Inválidos                | 3 068   | 3,40 / 100,00   | 2,83 |           |         |
| Total                   | Total                          | 90 000  | 100,00 / 100,00 |      | 33 / 33   |         |
| Eleitorado/Participação | Eleitorado/Participação        | 165 964 | 54,23 / 100,00  | 1,37 |           |         |

### Juntas de Freguesia
| Partido                 | Partido                        | Votos   | %               | +/-  | Presidentes | +/-     | Mandatos  | +/-     |
| ----------------------- | ------------------------------ | ------- | --------------- | ---- | ----------- | ------- | --------- | ------- |
|                         | Partido Socialista             | 39 140  | 43,49 / 100,00  | 6,06 | 13 / 18     | 1       | 108 / 212 | 14      |
|                         | Coligação Democrática Unitária | 25 087  | 27,87 / 100,00  | 2,48 | 3 / 18      | 2       | 63 / 212  | 9       |
|                         | Partido Social Democrata       | 15 791  | 17,55 / 100,00  | 1,51 | 2 / 18      | 1       | 37 / 212  | 2       |
|                         | Bloco de Esquerda              | 4 155   | 4,62 / 100,00   | 0,48 | 0 / 18      | Estável | 2 / 212   | 3       |
|                         | CDS – Partido Popular          | 1 941   | 2,16 / 100,00   | 1,35 | 0 / 18      | Estável | 2 / 212   | Estável |
|                         | PCTP/MRPP                      | 723     | 0,80 / 100,00   | 1,35 | 0 / 18      | Estável | 0 / 212   | Estável |
| Votos Inválidos         | Votos Inválidos                | 3 165   | 3,52 / 100,00   | 2,32 |             |         |           |         |
| Total                   | Total                          | 90 002  | 100,00 / 100,00 |      | 18 / 18     |         | 212 / 212 | 4       |
| Eleitorado/Participação | Eleitorado/Participação        | 165 964 | 54,23 / 100,00  | 1,41 |             |         |           |         |

## Resultados por Freguesia

### Câmara Municipal
| Freguesia                    | %     | %     | %     | %    | %    | %    | Votantes |
| Freguesia                    | PS    | CDU   | PSD   | BE   | CDS  | PCTP | Votantes |
| ---------------------------- | ----- | ----- | ----- | ---- | ---- | ---- | -------- |
| Apelação                     | 49,79 | 25,29 | 11,35 | 4,38 | 3,75 | 1,85 | 1 894    |
| Bobadela                     | 50,03 | 24,01 | 13,25 | 5,21 | 3,21 | 1,48 | 4 453    |
| Bucelas                      | 63,01 | 23,54 | 6,23  | 1,93 | 1,74 | 1,42 | 2 536    |
| Camarate                     | 44,99 | 28,42 | 11,54 | 3,89 | 4,27 | 3,46 | 8 458    |
| Fanhões                      | 60,51 | 22,55 | 9,55  | 2,68 | 1,78 | 1,15 | 1 570    |
| Frielas                      | 69,05 | 10,50 | 9,29  | 4,00 | 3,16 | 1,77 | 1 076    |
| Loures                       | 56,26 | 18,57 | 13,51 | 3,65 | 3,90 | 1,12 | 11 796   |
| Lousa                        | 49,27 | 17,85 | 22,46 | 2,90 | 2,65 | 1,45 | 1 585    |
| Moscavide                    | 48,15 | 17,69 | 19,53 | 5,38 | 3,84 | 2,08 | 5 852    |
| Portela                      | 32,13 | 8,03  | 49,74 | 2,60 | 4,93 | 0,57 | 6 797    |
| Prior Velho                  | 51,70 | 16,20 | 18,85 | 4,37 | 3,92 | 1,07 | 3 087    |
| Sacavém                      | 45,26 | 26,48 | 15,58 | 4,78 | 3,32 | 1,52 | 7 258    |
| Santa Iria de Azoia          | 36,86 | 39,36 | 10,75 | 4,28 | 3,60 | 2,03 | 8 465    |
| Santo Antão do Tojal         | 48,56 | 33,23 | 6,93  | 2,61 | 2,26 | 2,66 | 2 296    |
| Santo António dos Cavaleiros | 49,34 | 18,44 | 15,79 | 6,41 | 5,50 | 1,23 | 9 049    |
| São João da Talha            | 48,16 | 26,66 | 11,39 | 4,51 | 3,96 | 1,81 | 8 032    |
| São Julião do Tojal          | 60,20 | 23,75 | 8,66  | 2,44 | 1,59 | 0,90 | 1 882    |
| Unhos                        | 53,02 | 21,01 | 12,88 | 4,45 | 3,53 | 1,58 | 3 912    |
| Loures                       | 48,16 | 22,96 | 16,06 | 4,24 | 3,83 | 1,66 | 89 998   |

### Assembleia Municipal
| Freguesia                    | %     | %     | %     | %    | %    | %    | Votantes |
| Freguesia                    | PS    | CDU   | PSD   | BE   | CDS  | PCTP | Votantes |
| ---------------------------- | ----- | ----- | ----- | ---- | ---- | ---- | -------- |
| Apelação                     | 46,86 | 26,09 | 11,33 | 5,06 | 4,48 | 2,21 | 1 897    |
| Bobadela                     | 48,21 | 24,77 | 13,36 | 5,55 | 3,35 | 1,66 | 4 453    |
| Bucelas                      | 55,72 | 26,62 | 7,10  | 3,79 | 2,44 | 1,93 | 2 536    |
| Camarate                     | 40,61 | 30,52 | 11,95 | 4,69 | 4,59 | 3,88 | 8 458    |
| Fanhões                      | 55,10 | 24,59 | 11,59 | 3,25 | 2,10 | 1,40 | 1 570    |
| Frielas                      | 64,41 | 12,08 | 10,78 | 4,37 | 3,62 | 1,49 | 1 076    |
| Loures                       | 50,09 | 19,65 | 15,42 | 5,25 | 5,09 | 1,25 | 11 797   |
| Lousa                        | 42,78 | 18,74 | 25,36 | 3,91 | 3,34 | 1,77 | 1 585    |
| Moscavide                    | 46,58 | 18,01 | 19,29 | 6,08 | 4,12 | 2,27 | 5 852    |
| Portela                      | 30,21 | 8,62  | 46,23 | 4,09 | 7,49 | 0,57 | 6 796    |
| Prior Velho                  | 48,49 | 17,20 | 19,86 | 5,05 | 4,54 | 1,07 | 3 087    |
| Sacavém                      | 42,59 | 27,50 | 15,39 | 5,80 | 3,78 | 1,65 | 7 257    |
| Santa Iria de Azoia          | 33,66 | 41,56 | 10,94 | 4,73 | 3,90 | 1,82 | 8 465    |
| Santo Antão do Tojal         | 40,55 | 38,50 | 8,36  | 3,31 | 2,57 | 2,40 | 2 296    |
| Santo António dos Cavaleiros | 44,67 | 19,21 | 16,62 | 8,16 | 6,54 | 1,38 | 9 049    |
| São João da Talha            | 45,36 | 28,10 | 11,52 | 5,09 | 4,27 | 1,79 | 8 032    |
| São Julião do Tojal          | 57,60 | 23,59 | 10,04 | 3,40 | 1,49 | 1,49 | 1 882    |
| Unhos                        | 50,69 | 21,60 | 13,57 | 4,83 | 3,73 | 1,71 | 3 912    |
| Loures                       | 44,36 | 24,26 | 16,43 | 5,22 | 4,52 | 1,78 | 90 000   |

### Juntas de Freguesia
| Freguesia                    | 2005-2009 | 2005-2009                      | 2005-2009      | 2009-2013 | 2009-2013                      | 2009-2013      |
| ---------------------------- | --------- | ------------------------------ | -------------- | --------- | ------------------------------ | -------------- |
| Apelação                     |           | Partido Socialista             | 41,20 / 100,00 |           | Partido Socialista             | 43,30 / 100,00 |
| Bobadela                     |           | Partido Socialista             | 48,48 / 100,00 |           | Partido Socialista             | 47,11 / 100,00 |
| Bucelas                      |           | Coligação Democrática Unitária | 44,18 / 100,00 |           | Partido Socialista             | 51,89 / 100,00 |
| Camarate                     |           | Coligação Democrática Unitária | 39,79 / 100,00 |           | Coligação Democrática Unitária | 38,52 / 100,00 |
| Fanhões                      |           | Partido Socialista             | 43,23 / 100,00 |           | Partido Socialista             | 48,63 / 100,00 |
| Frielas                      |           | Partido Socialista             | 69,03 / 100,00 |           | Partido Socialista             | 73,14 / 100,00 |
| Loures                       |           | Partido Socialista             | 41,20 / 100,00 |           | Partido Socialista             | 51,36 / 100,00 |
| Lousa                        |           | Partido Socialista             | 48,48 / 100,00 |           | Partido Social Democrata       | 39,94 / 100,00 |
| Moscavide                    |           | Partido Socialista             | 46,90 / 100,00 |           | Partido Socialista             | 48,11 / 100,00 |
| Portela                      |           | Partido Social Democrata       | 59,97 / 100,00 |           | Partido Social Democrata       | 48,98 / 100,00 |
| Prior Velho                  |           | Partido Socialista             | 50,60 / 100,00 |           | Partido Socialista             | 52,06 / 100,00 |
| Sacavém                      |           | Partido Socialista             | 37,42 / 100,00 |           | Partido Socialista             | 43,00 / 100,00 |
| Santa Iria de Azoia          |           | Coligação Democrática Unitária | 45,61 / 100,00 |           | Coligação Democrática Unitária | 49,45 / 100,00 |
| Santo Antão do Tojal         |           | Coligação Democrática Unitária | 52,56 / 100,00 |           | Coligação Democrática Unitária | 60,39 / 100,00 |
| Santo António dos Cavaleiros |           | Partido Socialista             | 37,49 / 100,00 |           | Partido Socialista             | 47,17 / 100,00 |
| São João da Talha            |           | Coligação Democrática Unitária | 35,19 / 100,00 |           | Partido Socialista             | 44,61 / 100,00 |
| São Julião do Tojal          |           | Partido Socialista             | 53,76 / 100,00 |           | Partido Socialista             | 62,27 / 100,00 |
| Unhos                        |           | Partido Socialista             | 36,69 / 100,00 |           | Partido Socialista             | 50,46 / 100,00 |